# Ricardo Brennand
Ricardo Coimbra de Almeida Brennand (Cabo de Santo Agostinho, 27 de mayo de 1927- Recife; 25 de abril de 2020) fue un empresario, ingeniero y coleccionista de arte brasileño del estado de Pernambuco. En 2002 fundó el Instituto Ricardo Brennand, que incluye la colección privada más grande del mundo de pinturas de Frans Post, y fue el 17º museo mejor calificado del mundo según TripAdvisor en 2014.

## Biografía
Brennand nació de Dulce Padilha Coimbra y Antônio Luiz de Almeida Brennand en Cabo de Santo Agostinho. Su padre le dio una navaja de bolsillo en su juventud y desde entonces comenzó a coleccionar armas y pinturas. Estudió ingeniería civil y mecánica en la Universidad Federal de Pernambuco, graduándose en 1949.
Estuvo involucrado en negocios familiares, que operaban en los sectores de producción de vidrio, acero, cerámica, cemento, porcelana y azúcar. En 1990, el empresario vendió sus fábricas de cemento y utilizó parte de los ingresos para fundar el Instituto Ricardo Brennand, que se inauguró a fines de 2002.
La colección del Instituto incluye objetos históricos y artísticos de una amplia gama de períodos, desde finales de la Edad Media hasta el siglo XXI. Contiene documentos históricos e iconográficos relacionados con el período colonial y el Brasil holandés, que incluye una importante colección de pinturas realizadas por el artista holandés Frans Post (1612-1680), uno de los miembros de la compañía de John Maurice, Príncipe de Nassau-Siegen. - quien dirigió la colonia New Holland en Pernambuco. En 2003, la Reina Beatriz de los Países Bajos visitó el museo.
Estuvo casado con Graça Monteiro Brennand, con quien tuvo ocho hijos. Era primo del artista de cerámica Francisco Brennand.

## Muerte
Murió el 25 de abril de 2020, a la edad de 92 años, en el Real Hospital Português de Recife, debido a complicaciones de COVID-19. Manifestaron sus condolencias el gobernador de Pernambuco, Paulo Câmara, y el alcalde de Recife, Geraldo Julio, el último de los cuales declaró tres días de luto en honor de Brennand.